# Magnus Andersson (piratpartist)
Bo Magnus Andersson, född 26 maj 1973 i Mantorp, är en svensk piratpartistisk politiker. Andersson är före detta partiledare, vald vid Piratpartiets vårmöte 2016. Han efterträddes i oktober 2019 av Katarina Stensson.
Andersson blev mer aktiv inför valen 2014, och valdes 2015 in i partistyrelsen. Han fick strax därpå rollen som partiets aktivistsamordnare. Under vårmötet 2016 lyftes val av ny partiledare efter att posten varit vakant sedan Anna Troberg lämnade 2014, och Andersson vann med en bred majoritet. Strax därpå valdes Mattias Bjärnemalm till vice partiledare och Anton Nordenfur till partisekreterare som sedan deltog i Anderssons partiledarturné genom landet. 
Magnus Andersson kandiderar på Piratpartiets lista (plats 15) till EU-valet 2024.